# كهوف شكوتسيان
كهوف شكوتسيان (بالإنجليزية: Skocjan Caves)، وهي عبارةً عن نظامٍ استثنائي من الكهوف الجيرية من الوديان المنهارة، وحوالي 6 كيلومترات من الممرات الجوفية بعمقٍ إجمالي يزيد عن 200 متراً، والعديد من الشلالات وواحدةً من أكبر الغرف المعروفة تحت الأرض، وتقع بمنطقة كارست جنوب غرب سلوفينيا.

## تاريخ كهوف شكوتسيان
على مدار أكثر من مليون عام، تم تشكيل كهوف شكوتسيان الهائلة بواسطة نهر ريكا الذي يتدفق تحت الأرض، حيث يقع منبع النهر على بعد 55 كيلو متراً، ويتدفق فوق سطح الأرض، قبل أن يدخل الكهوف عبر ممر ويتدفق تحت الأرض لمسافة تزيد عن 35 كم.

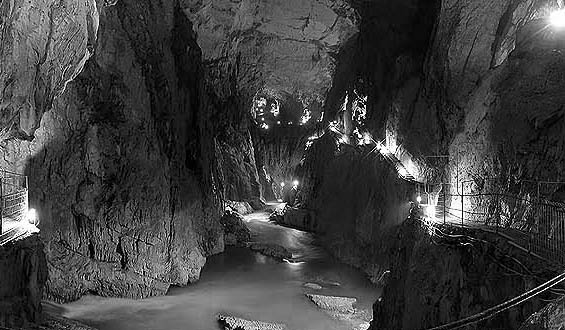
احد كهوف شكوتسيان

وتعتبر هذه الكهوف أمثلةً رائعة على الكارستية، حيث نحتت المياه الكهوف الرائعة على مدى فترة طويلة من الزمن، ولا تزال مصاطب الحجر الجيري التي خلقتها المياه أثناء تدفقها أسفل الحجر الجيري مرئيةً في الكهوف، وفي النهاية يدخل النهر مغارة شكوتسيان عبر ممر ويسافر لأكثر من 35 كيلو متراً تحت الأرض، وتعد كهوف شكوتسيان أمثلةً رائعة على الكارستية، حيث تتشكل الصخور القابلة للذوبان (مثل الحجر الجيري) بواسطة المياه الجارية.
وفقاً للدراسات الأثرية، عاش الناس في الكهوف والمناطق المحيطة بها لأكثر من 10000 عام، بما في ذلك العصور الوسطى، والعصر الحجري الحديث، والبرونزي والحديد حتى العصور الوسطى.

## السياحة في كهوف شكوتسيان
تعتبر كهوف شكوتسيان أحد مواقع التراث العالمي لليونسكو، وهي لديها بعض من أكبر الأخاديد تحت الأرض في العالم، حيث يعتبر المشي عبر هذه الكهوف مذهلاً حقاً، مع كهوفٍ أخاذة ونهرٍ متدفق تحت الأرض ومساحاتٍ شاسعة تحت الأرض، ويمكن استكشاف الكهوف من خلال القيام بجولةٍ تحت الأرض في أعماقها، أو اتباع مسار نهر ريكا، أو القيام بجولةٍ دائرية فوق الأرض، وهنالك جولات ومسارات عبر كهوف شكوجان؛ للزوار ثلاثة خيارات حول كيفية تجربة الكهوف:
- جولة إرشادية عبر الوادي تحت الأرض.
- بعد نهر ريكا تحت الأرض.
- المشي على طول السطح، بعد مسار “Skocjan” التعليمي.

الطريقة الأكثر شعبية لزيارة الكهوف هي القيام بجولة إرشادية عبر الكهوف، إنه طريق يمتد ل 3 كيلو مترات، مع بعض المعالم الرائعة على طول الطريق؛ الكهف الأول هو الكهف الصامت، مليئاً بالمقرنصات، علاوةً على ذلك، توجد القاعة الكبرى مع اثنين من الصواعد الضخمة؛ “العملاق” و “الأرغن”، حيث يتم تسليط الضوء على عبور المضيق، عالياً فوق النهر الجوفي الذي يتدفق عبر كهف ضخم.
خياراً آخر هو اتباع نهر ريكا على طريقه تحت الأرض، حيث يبدأ هذا الطريق البالغ طوله 3.5 كيلو مترات عند المدخل الطبيعي للكهف بالقرب من قرية سكوتشجان، ويسمح للزائر باختيار المشي بشكلٍ مستقل أو مع مرشدٍ سياحي، أما بالنسبة للزوار الذين يفضلون عدم المغامرة تحت الأرض، فإن مسار “Skocjan Education Trail” عبارةً عن حلبة بطول 2 كيلو متراً حول “Big and Little Collapse Dolines”، وهي ضغوط طبيعية في الأرض، وتعتبر موطناً لبعض الحياة البرية المثيرة للاهتمام.
== المراجع
==
1. 1 2   http://whc.unesco.org/en/list/390. {{استشهاد ويب}}: |url= بحاجة لعنوان (مساعدة) والوسيط |title= غير موجود أو فارغ (من ويكي بيانات) (مساعدة)
2. ↑  STO. "Grottes". I feel Slovenia (بالفرنسية). Archived from the original on 2023-01-28. Retrieved 2022-10-26.